# Mesochra aestuarii
Mesochra aestuarii är en kräftdjursart som beskrevs av Gurney 1921. Mesochra aestuarii ingår i släktet Mesochra och familjen Canthocamptidae. Arten är reproducerande i Sverige. Inga underarter finns listade i Catalogue of Life.